# コローメンスコエ

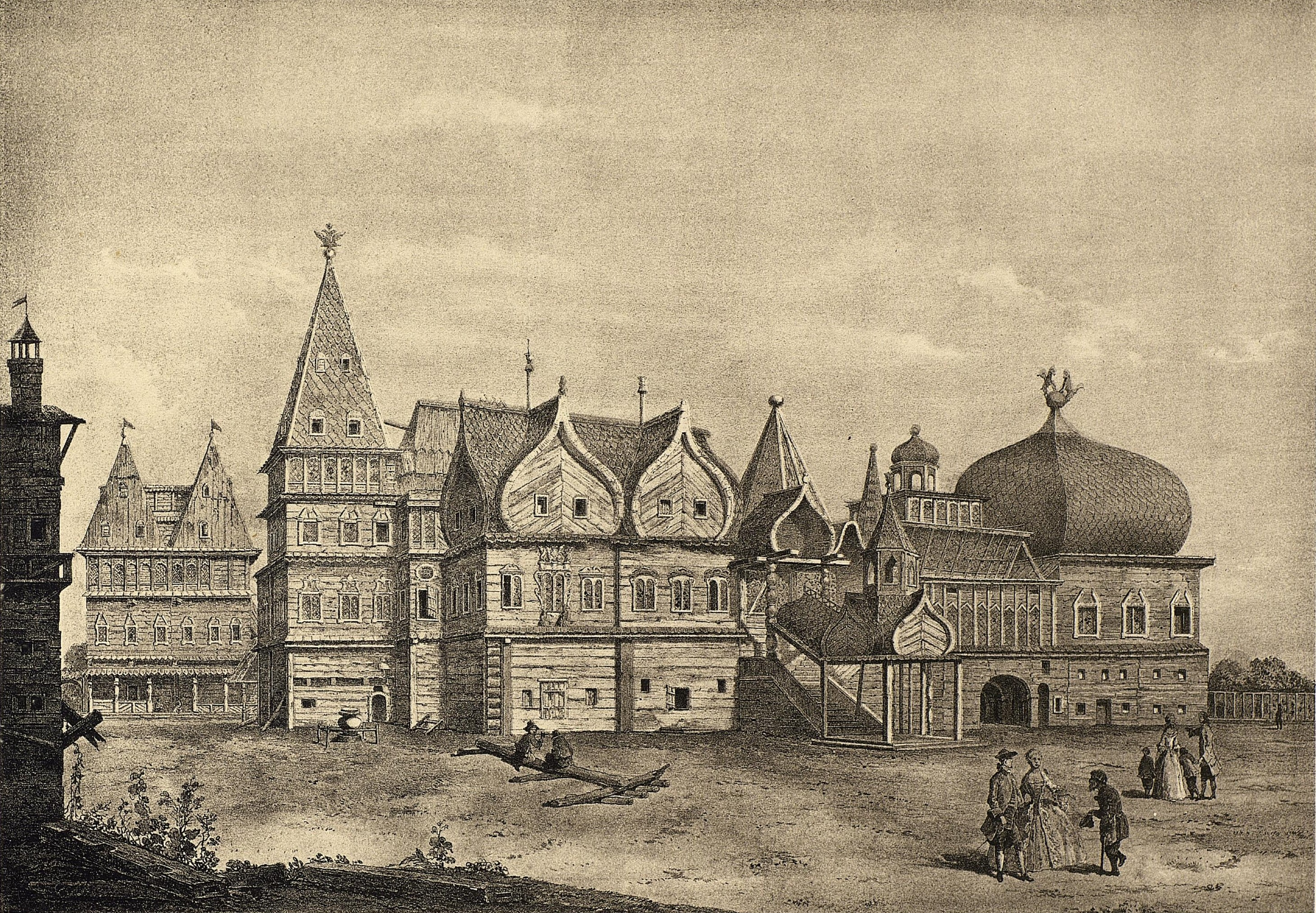
コローメンスコエにあった木造宮殿

コローメンスコエ（Коломенское、Kolomenskoye）は、ロシアの首都、モスクワの南、モスクワ河岸の高台にある地区。コローメンスコエの名称は、モスクワ南東部コロムナ街道の起点であったことに由来する。1960年代モスクワ市に合併された。コロメンスコエとも表記する。
1925年にコローメンスコエには野外文化財博物館が設置され、歴史的建築物が保護された。1994年コローメンスコエの主の昇天教会（ヴォズネセーニエ教会）は、ユネスコの世界遺産に登録された。

## 概要・歴史
コローメンスコエ村が歴史的文書に最初に登場したのは、1339年イワン1世（イワン・カリタ）が発した遺言においてである。その後、歴代モスクワ大公によって宮殿が造営された。1667年アレクセイ・ミハイロヴィッチの木造離宮が建設された。この離宮は、1681年にサッヴァ・デメンチェフによって改修されるが、7つの木造建築と石造りの教会を回廊で結んだもので、それぞれの木造建築には多角尖塔や二面、四面のポーチカ、クープなどのロシア建築の特徴的な屋根の様式が見られた。こうして多様な形状の木造建築が混在一体となった離宮は、250室を備え、また、釘を使用していないという理由で諸外国から「世界の8つめの不思議」とも言われた。1709年、後の女帝エリザヴェータ・ペトローヴナ（ピョートル大帝の第二皇女）は、この宮殿で生まれた。しかし、宮廷がサンクトペテルブルクに移ったこともあり、次第にこの宮殿は顧みられなくなり、建設から100年目を迎えた1768年に老朽化を理由にエカテリーナ2世の勅命により解体された。当時の様子は模型となって残されており、ロシア連邦政府はこの模型を元に復元工事を計画中とも伝えられる。

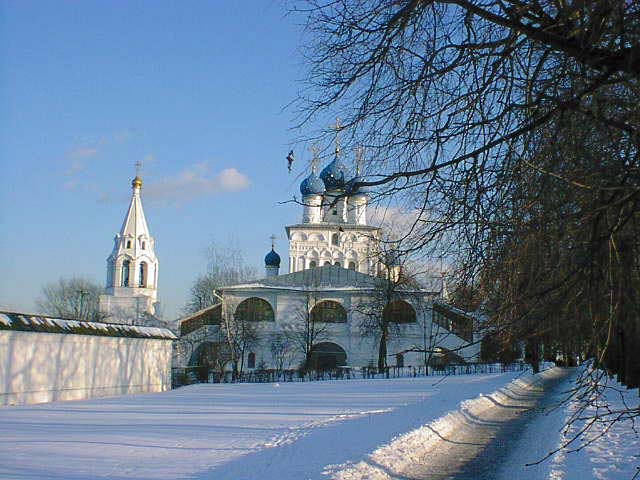
カザンの生神女聖堂とペレードヌイェ門（宮殿正門）

コローメンスコエで現存する建築で最も古いものが、コローメンスコエの主の昇天教会（ヴォズネセーニエ教会）である。1532年ヴァシリー3世が後のイワン雷帝の誕生を祝して建設した教会で、材料に石材と煉瓦の基礎を用い、屋根は木造である。ロシア正教会の聖堂の最初期の例の一つである。ロシア正教会の聖堂建築は、玉ねぎの形をした屋根（クーポラ）を特徴的とするが、コローメンスコエの主の昇天教会は、八角形の屋根（八角尖塔）を特徴とする。
1925年コローメンスコエは、ソ連政府によって野外文化財博物館となり、往時の建築が保護されたほか、ソ連国内の木造建築、石造建築がこの地に移築された。この中には、ブラーツク要塞の塔やニコロ・カレーリスキー修道院の聖門（プロエーズナヤ門）、ピョートル大帝の小屋、プレオブラジェンスキー宮殿の倉庫などがある。また、16世紀から18世紀に建設された石造建築は、絵画、彫刻、民芸品などを展示する博物館となっている。

## 画像

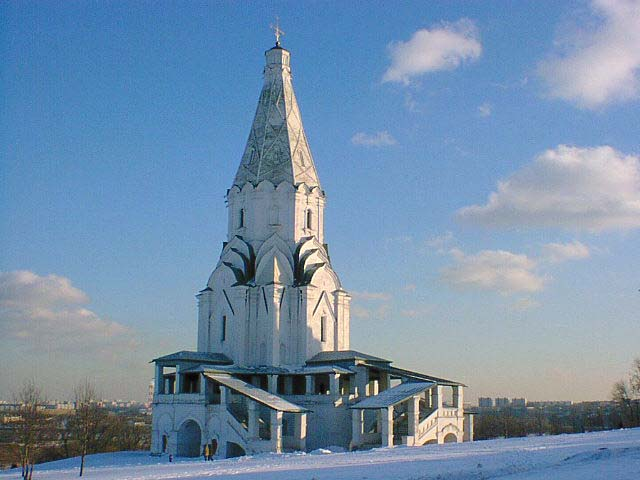
主の昇天教会、冬季（ヴォズネセーニエ教会）
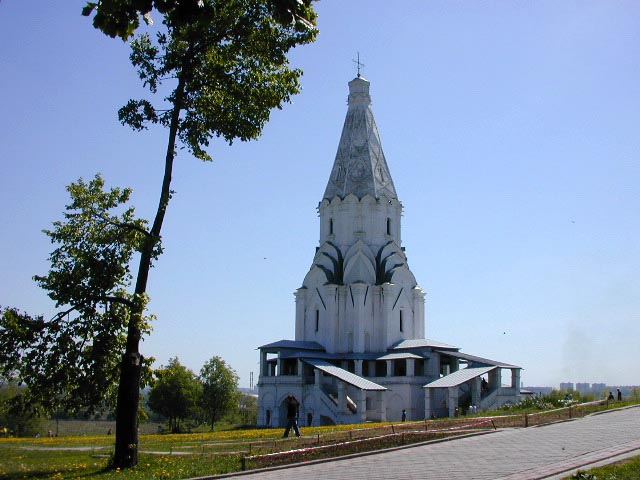
主の昇天教会、夏季（ヴォズネセーニエ教会）
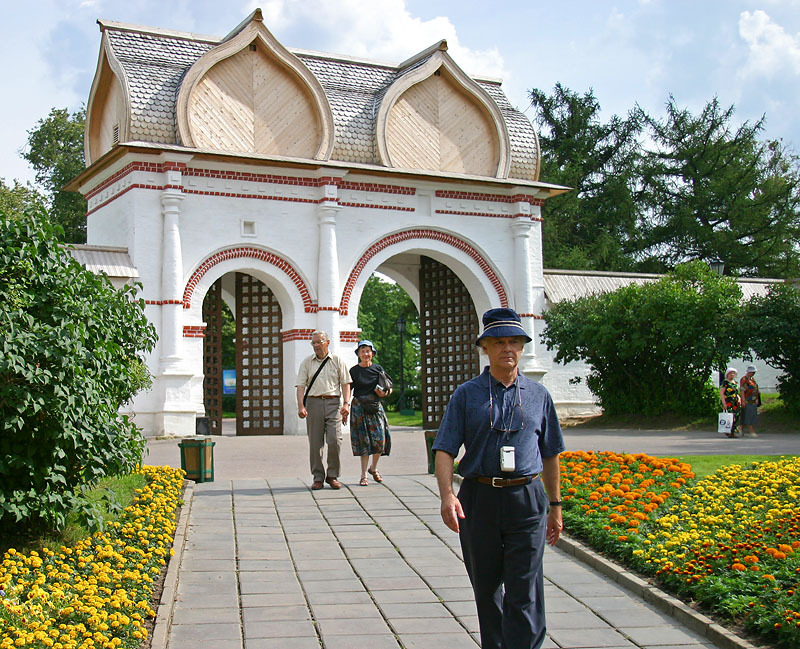
スパスキエ門
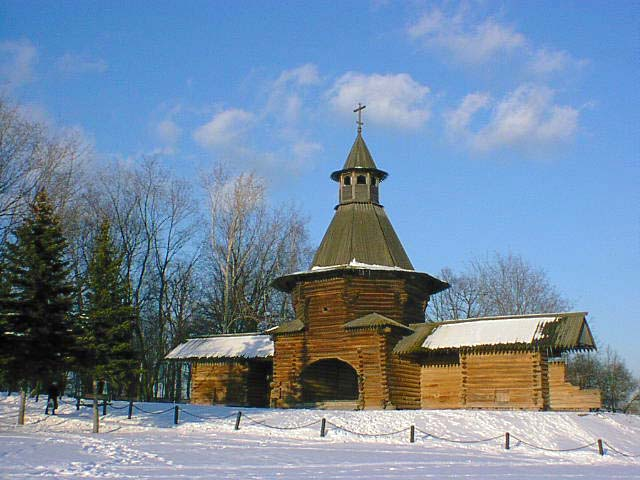
ニコロ・カレーリスキー修道院の聖門（プロエーズナヤ門）

## 世界遺産登録経緯
1992年、コローメンスコエの建築・考古・自然地域を一体として世界遺産への推薦がなされたが登録は見送られた。1994年、ロシア最古の石造建築である主の昇天教会（ヴォズネセーニエ教会）だけが世界遺産として登録された。

### 登録基準
この世界遺産は世界遺産登録基準のうち、以下の条件を満たし、登録された（以下の基準は世界遺産センター公表の登録基準からの翻訳、引用である）。
- (2) ある期間を通じてまたはある文化圏において、建築、技術、記念碑的芸術、都市計画、景観デザインの発展に関し、人類の価値の重要な交流を示すもの。